# 伊利沃龍火山
伊利沃龍火山是印度尼西亞的火山，位於龍布陵島南部的半島，海拔高度1,018米，有火山口和火山穹丘，最近一次火山爆發在1999年。